# Jamestown (Pensilvania)
Jamestown es un borough ubicado en el condado de Mercer en el estado estadounidense de Pensilvania. En el año 2000 tenía una población de 636 habitantes y una densidad poblacional de 316 personas por km².

## Geografía
Jamestown se encuentra ubicado en las coordenadas 41°29′11″N 80°26′18″O / 41.48639, -80.43833

## Demografía
Según la Oficina del Censo en 2000 los ingresos medios por hogar en la localidad eran de $26,979 y los ingresos medios por familia eran $40,000. Los hombres tenían unos ingresos medios de $31,875 frente a los $17,917 para las mujeres. La renta per cápita para la localidad era de $15,721. Alrededor del 15.8% de la población estaba por debajo del umbral de pobreza.